# Santa Isabel-Puerto de la Torre
.
Santa Isabel - Puerto de la Torre es un barrio perteneciente al distrito Puerto de la Torre de la ciudad andaluza de Málaga, España. Está situado en el lado sur de la calle Lope de Rueda, principal eje viario de la parte alta del distrito. Según la delimitación oficial del ayuntamiento, limita al norte con los barrios de Las Morillas-Puerto de la Torre y de Los Morales. Al este, al sur y al oeste limita con terrenos no edificados, destinados a convertirse en un futuro en el barrio de Cañaveral, según los planes del PGOU.

## Transporte
En autobús queda conectado por las siguientes líneas de la EMT: 
| Línea | Trayecto                               | Recorrido | Frecuencia                              |
| ----- | -------------------------------------- | --------- | --------------------------------------- |
| 21    | Alameda Principal - Puerto de la Torre | Recorrido | 12 minutos                              |
| N4    | Alameda Principal - Puerto de la Torre | Recorrido | 23.30, 1.00 (Alameda) 0.15 (Pto. Torre) |